# Válvula do seio coronário

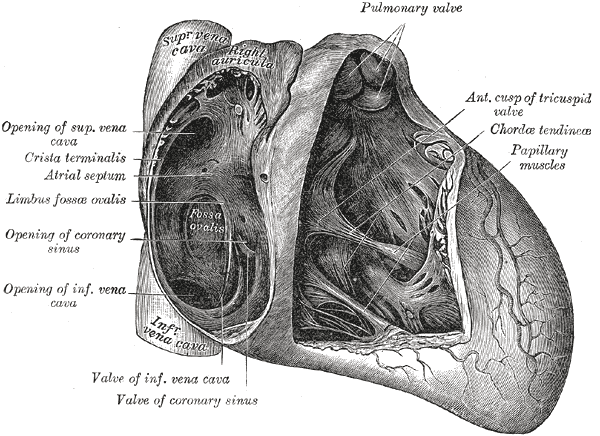
Interior do lado direito do coração humano

A válvula do seio coronário ou válvula de Thebesius é uma dobra semicircular da membrana do átrio, no orifício do seio coronário. Ela pode variar em tamanho, ou estar completamente ausente.